# Acalypha tenuicauda
Acalypha tenuicauda é uma espécie de flor do gênero Acalypha, pertencente à família Euphorbiaceae.